# Garden Ridge
Garden Ridge is een plaats (city) in de Amerikaanse staat Texas, en valt bestuurlijk gezien onder Comal County.

## Demografie
Bij de volkstelling in 2000 werd het aantal inwoners vastgesteld op 1882.
In 2006 is het aantal inwoners door het United States Census Bureau geschat op 2752, een stijging van 870 (46.2%).

## Geografie
Volgens het United States Census Bureau beslaat de plaats een oppervlakte van
20,8 km², waarvan 20,4 km² land en 0,4 km² water.

## Plaatsen in de nabije omgeving
De onderstaande figuur toont nabijgelegen plaatsen in een straal van 12 km rond Garden Ridge.